# Tilda Thamar
Tilda Thamar, cuyo nombre verdadero era Matilde Sofía Margarita Abrecht Niehörster (Urdinarrain, Entre Ríos, 7 de diciembre de 1917-Clermont-en-Argonne, Lorena, Francia, 12 de abril de 1989) fue una actriz argentina radicada en Francia, donde se la conoció como «La bomba rubia argentina».

## Biografía
Sus padres fueron Martha Nichoerster y Carlos Abrecht, un alemán procedente de la región de la Selva Negra (Alemania), que se radicó en Urdinarrain como tenedor de libros y maestro de alemán. En 1925 Abrecht abrió una librería, casa de venta de discos y revistas, estudio de fotografía, y joyería, que cerró en 1950.
Thamar tomó su apellido artístico transponiendo las sílabas del nombre de pila de su madre Martha (tha-Mar).
En 1937 apareció junto a Eva Perón en la película "¡Segundos afuera!", de Israel Chas de Cruz y Alberto Etchebehere, que protagonizaban el ex–boxeador Pedrito Quartucci y un elenco que, junto a Tilda y Eva, integraban: Eva García (luego Delia Garcés) y María Luisa Zembrini (luego Malisa Zini). Prosiguió una extensa filmografía de títulos en los cuales aparecía como una vampiresa pícara, «que se metía en la vida de los hombres para darles un momento de solaz y llamar la atención de las esposas desprevenidas».
La empresa cinematográfica Lumiton la contrató —con un muy buen caché— para filmar siete películas con su imagen de «vampiresa oficial». Pero, como la misma Thamar declarara, luego de hacer Novio, marido y amante en 1948, tuvo que exiliarse en París (Francia) porque sus allegados le hicieron saber que Eva Perón dispuso que no filmara más. En 1949, Thamar había posado desnuda para la artista germano argentina Annemarie Heinrich, quien le tomó fotografías. Heinrich fue acusada de exhibir obras obscenas.
En Francia Thamar fue bautizada como «la bomba rubia argentina». Se casó en 1948 en primeras nupcias con el conde albanés Hizer Ilias Toptani. En España y Francia trabajó alternando la actuación con la dirección de cortometrajes y largometrajes en 16mm por los que mereció algunas distinciones. 
Volvió a Argentina en 1955 (después de la caída del presidente Perón) para filmar "La mujer desnuda", de Ernesto Arancibia, con Alberto de Mendoza y Ramón Garay. Este filme se estrenó en octubre del mismo año. 
En 1956 se casó en segundas nupcias con el pintor español Alejo Vidal-Quadras Veiga (1919-1994), con quien vivió en París hasta el divorcio en 1970.
Egresada de la Escuela Nacional de Bellas Artes, Thamar también dio cauce a su pasión por el dibujo y la pintura, en la que volcó los coloridos objetos de su provincia natal (Entre Ríos) y de la provincia de Misiones que frecuentó en su niñez acompañando a su padre Carlos Abrecht, que explotaba yerbatales en el Norte argentino. Thamar expuso su obra en numerosas oportunidades y fue invitada al programa Almorzando con Mirtha Legrand, a quien conocía desde sus inicios en el mundo del espectáculo. Sus cuadros recreaban coloridos paisajes selváticos en los que aparecían esbeltos felinos de mirada penetrante. El impacto que lograba con sus óleos y sus acrílicos era tan fuerte como el que antes conseguía despertar con cada una de sus apariciones en pantalla.
En 1979, en una galería de Retiro (en Buenos Aires) presentó exitosamente 33 telas que, según el crítico de arte Walter Thiers (de agencia Télam) resaltaban «el constante contacto con la agreste naturaleza del litoral durante su infancia y adolescencia, las que conformaron experiencias visuales que la actriz, pianista y pintora Thamar plasmó [...], donde sueños oníricos se conjugan con animales poéticos dentro de un clima surrealista».

En 1960 era una mujer fatal, transparente frente a sus rivales. Había una razón muy simple: era profesora de dibujo. Un profesor de dibujo, aún en la Escuela de Bellas Artes de Buenos Aires, no ve en principio, la vida como Picasso. La actual exposición de Thamar nos da la prueba. En toda su obra hay animales tan transparentes, frutas tan transparentes, flores tan transparentes, que parecen respirar. Su exotismo de buena ley y sus frescas telas adornarían, estoy seguro, una sala, aún la más moderna. Sobre el ala de sus pinceles, ella pasea su alegría en colores francos y sin embargo misteriosos. Resplandecientes como una sonrisa.
Marcel Achard (crítico de arte, de la Academia Francesa)

Además realizó retratos de varios integrantes de la familia real de Mónaco,como de otros personajes famosos.Pasaba temporadas en Roquebrune Saint Martin, en su casa veraniega y en París, en su departamento del XVIeme.
Muchas décadas después, en mayo de 1991, el Gobierno de Buenos Aires decretó el cierre de una galería de arte y la custodia policial de su vidriera, que exhibía un desnudo fotográfico de Thamar por Annemarie Heinrich (de 30 × 40 cm) en el marco de la exposición El espectáculo en la Argentina (1930-1970), junto a fotografías de Enrique Santos Discépolo, Eva Perón, Alfredo Alcón, Blanca Podestá, entre otros.
Tilda Thamar falleció trágicamente el 12 de abril de 1989 a causa de un accidente de tránsito ocurrido en el norte de Francia.

## Filmografía
- Don Quijote del altillo (1936), de Manuel Romero, como la primera amiga de la muchacha (aunque no aparece en los créditos), junto a Luis Sandrini y Nury Montsé.
- Melgarejo (1937), de Luis José Moglia Barth; con Florencio Parravicini; aparece como «segunda invitada».
- ¡Segundos afuera! (película) (1937), de Israel Chas de Cruz y Alberto Etchebehere, protagonizada por el exboxeador Pedrito Quartucci (1905-1983) con Eva Duarte (luego Evita Perón), Eva García (luego Delia Garcés) y María Luisa Zembrini (luego Malisa Zini).
- El Nahuel Huapi y su región (1937), de Emilio W. Werner.
- Tigre (1937), de Emilio W. Werner.
- El Loco Serenata (1939), de Luis Saslavsky; con Pepe Arias.
  - The crazy musician (EE. UU.).
- Encadenado (1940), de Enrique de Rosas; con Ernesto Raquén.
- Dama de compañía (1940) de Alberto de Zavalía; con Elsa O'Connor.
- Ceniza al viento (1941), de Luis Saslavsky; con Tita Merello.
  - Ashes to the wind (internacional: título en inglés).
- Delirio (1941), de Arturo García Buhr; con Raimundo Pastore y Roberto Fugazot.
- El pijama de Adán (1942), de Francisco Mugica; con Juan Carlos Thorry.
- Nahuel Huapi (1942).
- Adolescencia (1942), de Francisco Mugica; con Ángel Magaña.
- El espejo (1943), de Francisco Mugica, con Roberto Airaldi.
  - The mirror (internacional: título en inglés).
- Todo un hombre (1942), de Pierre Chenal, con Jorge Lanza.
  - A real man (internacional: título en inglés).
- El muerto falta a la cita (1944), de Pierre Chenal; con Guillermo Battaglia.
  - The corpse breaks a date (internacional: título en inglés).
- La casta Susana (1944), comedia de Benito Perojo (música de Paul Misraki); con Alberto Bello, Mirtha Legrand, Juan Carlos Thorry, María Santos, Raimundo Pastore, Mario Mario, Homero Cárpena, Héctor Calcaño, Francisco Pablo Donadío y Tito Climent.
  - Chaste Susan (internacional: título en inglés).
  - La p’tite femme du Moulin Rouge (Francia).
- Despertar a la vida (1945), de Mario Soffici; con Francisco de Paula.
- La señora de Pérez se divorcia (1945), de Carlos Hugo Christensen; con Mirtha Legrand.
  - Mrs. Perez and her divorce (internacional: título en inglés).
- No salgas esta noche (1946), de Luis Bayón Herrera & Arturo García Buhr. Con Serrano y Carlos Castro (Thamar ya estaba radicada en Europa).
- Adán y la serpiente (1946); uno de sus filmes más exitosos; se convirtió en la primera película que la censura argentina calificó como «prohibida para menores de 18 años». Interpretaba a la esposa engañada que decide hacerse pasar por una «comehombres» para escarmentar a su marido mujeriego (que encarnaba Enrique Serrano). Thamar se transformó en la primera mujer argentina que se atrevió a lucir una malla (traje de baño) de dos piezas. La película —dirigida por Carlos Hugo Christensen— fue estrenada en el cine Ópera. En Chile fue prohibida, «por razones de moral y de buenas costumbres», en Santiago los críticos hablaron de «humor verde», «mal gusto» y «picaresca sin freno».
- Un modelo de París (1946), de Luis Bayón Herrera; con Pedro Quartucci (1905-1983) y el padre de Claudio García Satur.
- La hostería del Caballito Blanco (1947), de Benito Perojo; con Juan Carlos Thorry, Osvaldo Miranda y Susana Canales.
  - White Horse inn (internacional: título en inglés).
- Novio, marido y amante (1948), de Mario C. Lugones; aparece casada con el personaje de Serrano, pero enamorada del hijo.
- L’ange rouge (1948), de Jacques Daniel-Norman; con Paul Meurisse; como Rita Tyndar.
  - The red angel (EE. UU.).
- Ronde de nuit (1949), de François Campaux; como Eglantine/La gitana/Rita.
- Amour et compagnie (1949), de Gilles Grangier; como Patricia.
- Sérénade au bourreau (1950), de Jean Stelli; como Irène Schönberg.
- Porte d’Orient (1950), de Jacques Daroy; como Madame Valnis.
  - Oriental Port (internacional: título en inglés).
- Bouquet de joie (1951), de Maurice Cam; como Anita.
- La femme à l’orchidée (1951), de Raymond Leboursier; como Léna.
- Massacre en dentelles (1951), de André Hunebelle; como Clara Cassidi.
  - Massacre in Lace (internacional: título en inglés).
- El cerco del diablo (1952), de Antonio del Amo, Edgar Neville, José Antonio Nieves Conde, Enrique Gómez y Arturo Ruiz Castillo; con Fernando Rey.
- Monsieur Scrupule, gangster (1953), de Jacques Daroy; como Rolande.
  - Mr. Scrupule, Gangster (internacional: título en inglés).
- Legione straniera (1953), de Basilio Franchina.
  - Légion étrangère (Francia).
  - Trouble for the Legion (RU).
- ¿Muß man sich gleich scheiden lassen? (1953), de Hans Schweikart; como Joan de Portago.
- The Silent Man (1954) episodio de TV, como Nadia.
- Sor Angélica (1954), de Joaquín Luis Romero Marchent.
- Sœur Angélique.
- La caraque blonde (1952), de Jacqueline Audry; como Myra Milagros.
  - The blonde gypsy (internacional: título en inglés).
- Huyendo de sí mismo (1955), de Juan Fortuny; con Emilio Sancho.
- The master plan (1955), de Cy Enfield; como Helen Quaid.
- La mujer desnuda (1955), de Ernesto Arancibia; con Alberto de Mendoza y Ramón Garay. Fue filmada a su regreso a la Argentina, y se trató de otra audacia para su época..
- Goodbye Tomorrow (1955) episodio de TV, como Madeleine.
- Douglas Fairbanks Jr. presents como Madeleine (2 episodios, 1954-1955).
  - Rheingold Theatre (EE. UU.).
- París canaille (1955), de Pierre Gaspard-Huit; como Gloria Benson.
  - Maid in París (EE. UU.).
  - Oh la-la, chéri! (Francia).
  - París coquin.
  - La soupe à la grimace.
- La dama del millón (1956), de Enrique Cahen Salaberry; versión cinematográfica de Veinte metros de amor, una pieza teatral del dramaturgo porteño Abel Santa Cruz, en la que Thamar era una viuda cortejada por el director de la empresa que debe pagarle el seguro de vida de su marido, un muerto que «resucita». Con Jorge Rivier.
- Les pépées au service secret (1954), de Raoul André; como Olga.
- París, Palace Hôtel (1956), de Henri Verneuil; como Madeleine Delormel.
  - París Hotel.
  - París-Palace Hôtel.
- Le chanteur de México (1956), de Richard Pottier; como Eva Marchal.
  - El cantor de México (España).
- Les fanatiques (1957), de Alex Joffé.
  - A bomb for a dictator (EE. UU.).
  - I fanatici (Italia).
  - The Fanatics.
- L’aventurière des Champs-Élysées (1956), de Roger Blanc; como Linda Darcanges.
- Une nuit au Moulin-Rouge (1957), de Jean-Claude Roy; como Tania Tango.
- Le grand bluff (1957), de Patrice Dally, con Eddie Constantine.
- Incógnito (1957), de Patrice Dally; con Eddie Constantine; como Irene.
  - Les femmes aiment çà.
- El festín de Satanás (1958), de Ralph Pappier; filmada en 1954, fue su despedida del cine argentino. No se trata de una comedia sino de un melodrama que alude a los pecados que se cometen en la gran ciudad.
- Chéri, fais-moi peur (1957), de Jack Pinoteau; como Dolorès.
  - Honey, scare me (internacional: título en inglés).
- Friends and neighbours (1959), de Gordon Parry; con Arthur Askey; como Olga.
- À belles dents (1966), de Pierre Gaspard-Huit; como Stella.
  - Bett-Karriere (Alemania Occidental: título del vídeo).
  - Karriere (Alemania Occidental).
  - Living it up (internacional: título en inglés).
- Un ange au paradis (1973), de Jean-Pierre Blanc; como Gerda.
- Une suédoise à París (1975), como Anastasie (1 episodio).
  - Episode n.º 1.1 (1975) episodio de TV, como Anastasie.
- Faceless (1988), de Jesús Franco; con Telly Savalas; como Mrs. François.
  - Los depredadores de la noche (España).
  - Les prédateurs de la nuit (Francia).